# Centennial (Wyoming)
Centennial è un census-designated place degli Stati Uniti d'America, situato nella Contea di Albany dello stato del Wyoming. Nel censimento del 2000 la popolazione era di 191 abitanti.

## Geografia fisica
Secondo i rilevamenti dell'United States Census Bureau, la località di Centennial si estende su una superficie di 26,0 km², tutti occupati da terre.

## Popolazione
Secondo il censimento del 2000, a Centennial vivevano 191 persone, ed erano presenti 57 gruppi familiari. La densità di popolazione era di 7,4 ab./km². Nel territorio comunale si trovavano 295 unità edificate. Per quanto riguarda la composizione etnica degli abitanti, il 95,29% era bianco, l'1,05% era nativo, l'1,05% proveniva dall'Asia e il 2,62% apparteneva a due o più razze. La popolazione di ogni razza ispanica corrispondeva al 3,14% degli abitanti.
Per quanto riguarda la suddivisione della popolazione in fasce d'età, il 13,1% era al di sotto dei 18, il 3,1% fra i 18 e i 24, il 23,0% fra i 25 e i 44, il 44,0% fra i 45 e i 64, mentre infine il 16,8% era al di sopra dei 65 anni di età. L'età media della popolazione era di 48 anni. Per ogni 100 donne residenti vivevano 130,1 maschi.